# 大橋里砂
大橋 里砂（おおはし りさ）は日本で活動するミュージカル俳優および元バレリーナである。静岡県浜松市出身。劇団四季所属。

## 来歴
3歳からクラシックバレエを始め、浜松開誠館高等学校在学中にはオーストラリアへバレエ留学している。その後もバレエダンサーとして活動し、2005年に劇団四季研究所へ入所し、オペラ座の怪人のアンサンブル役が四季での初舞台出演となった。

## 主な出演作品
- オペラ座の怪人（アンサンブル）
- 夢から醒めた夢（アンサンブル）
- エビータ（アンサンブル）
- ミュージカル異国の丘（アンサンブル）
- アンデルセン（アンサンブル）
- ハムレット（アンサンブル）
- キャッツ（タントミール）